# Alexander Pfluger

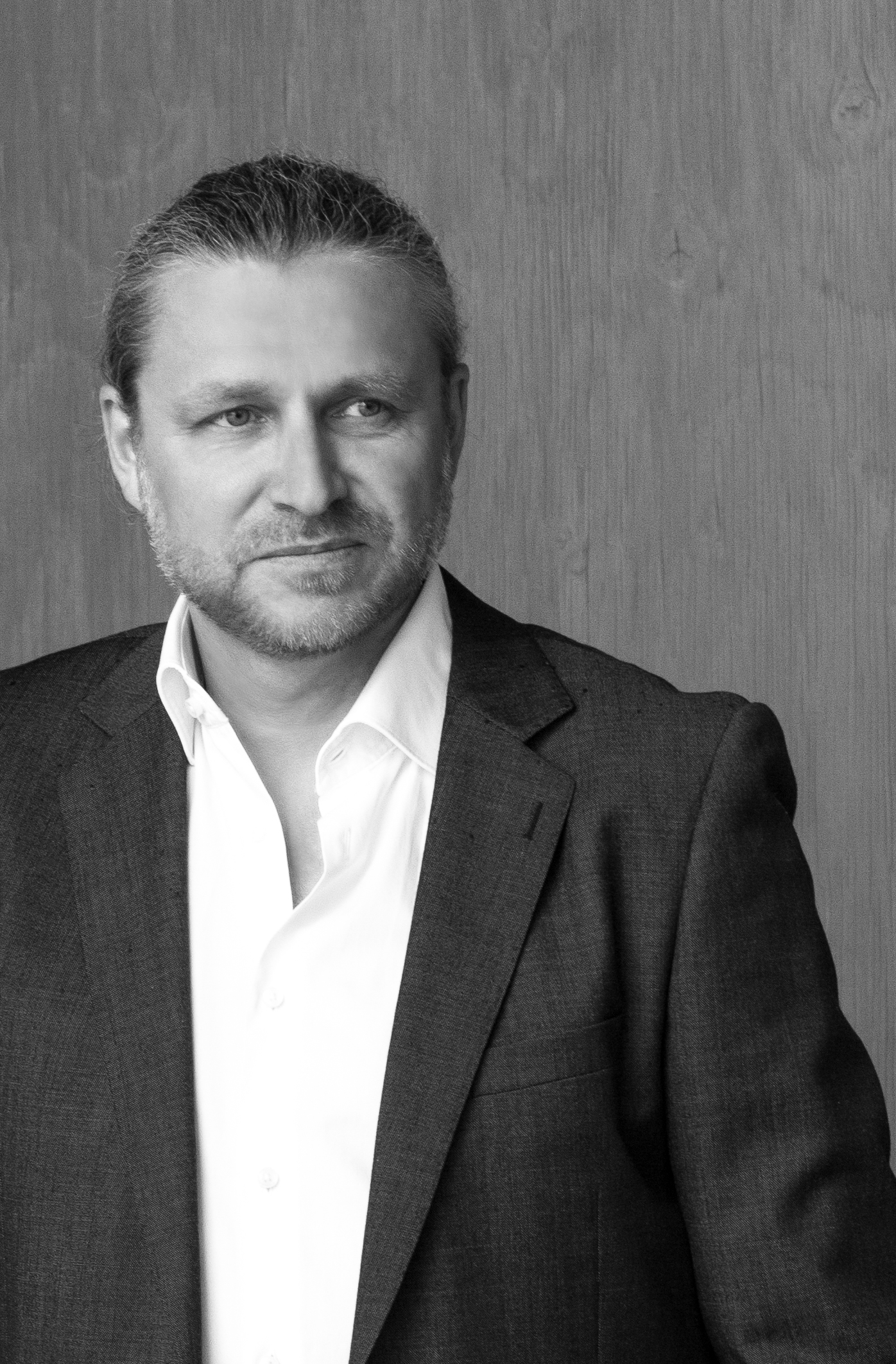
Alexander Pfluger

Alexander Pfluger (* 17. Februar 1970 in Kaufbeuren) ist ein deutscher Musiker, Komponist und Arrangeur. Er besitzt einen eigenen Musikverlag und ist Gründer der Kapelle Die Schwindligen 15.

## Leben
Die Karriere von Alexander Pfluger startete 1981, als er bei seinem örtlichen Verein die Trompetenausbildung begann. Von 1988 bis 1993 spielte er dann Baritonhorn und E-Bass bei OAL-Express (heute Allgäu-Power). Seit 1989 spielt er auch E-Bass bei der Hudndudl Jazzband. Von 1993 bis 1997 war Pfluger Baritonist beim Gebirgsmusikkorps 8 in Garmisch-Partenkirchen. 1994 gründete Pfluger schließlich mit einigen Kameraden des Musikkorps die Kapelle Die Schwindligen 15. 1999 gründete Pfluger den Alpen-Sound Musikverlag und die Kapelle Die Jungen Schwindligen gegründet. Seit 2005 besitzt er ein eigenes Tonstudio, seinen Job als Werkzeugmacher gab er erst 2009 auf. Er arbeitet als Musikverleger, freischaffender Komponist und Arrangeur, Musikproduzent und Tonmeister.
Im Herbst 2015 erschien das Buch „Böhmisch mit Herz“ in Zusammenarbeit mit Holger Mück, welches die Stilistik, Spielweise und Interpretation böhmischer, egerländer und mährischer Blasmusik anschaulich erklärt. Alexander Pfluger beteiligte sich als Co-Autor des Buches.

### Privat
Pfluger ist verheiratet und hat zwei Kinder.

## Kompositionen (Auswahl)
Von Alexander Pfluger stammen über 400 Kompositionen und Arrangements.
- Abel Tasman (Konzertmarsch)
- Auf Adlers Schwingen (Konzertmarsch)
- Egerländer Sterne (Konzertmarsch)
- Kometenflug (Konzertmarsch)
- Ein Egerländer Traum (Polka)
- Steeephans Polka (Polka)
- Das Egerländer Herzklopfen (Polka)
- Quattro Poly Rytmics (Mehrfacher)
- Anna-Walzer (Walzer)
- Beim Zankerwirt (Polka)
- Mit Freude im Herzen (Polka)
- Böhmische Gedanken (Polka)
- Mit böhmischem Herzen (Polka)
- Böhmisch soll es klingen (Polka)
- Gedankenspiele (Polka)
- Musikanten mit Herz (Rock-Polka)
- Neue Welt (Konzertmarsch)
- Schwabengrüße (Württembergische Landeshymne - Marschlied), Justinus Kerner: Preisend mit viel schönen Reden.
- AOA Polka
- Musik ist Leidenschaft (Polka)
- Carpe Diem (Konzertmarsch)
- Avalon (Konzertmarsch)

## Arrangements (Auswahl)
- Böhmischer Geburtstagsgruß (Polka-Komponist: Elmar Eggerl)
- Eine Nacht in Böhmen (Polka-Komponist: Bernd Butscher)
- Zwei verliebte Herzen (Walzer-Komponist: Marc Winterhalder)
- Tiroler Adler (Marsch-Komponist: Rudolf Achleitner)
- Musik macht Freunde (Polka-Komponist: Berthold Kiechle)
- Böhmischer Zauber (Polka-Komponist Andy Schreck)
- Wir mögen’s böhmisch (Polka-Komponist: Ulrich Bielmeier)
- Glückstränen (Polka-Komponist: Wolfgang Paal)
- Regiomontanus (Konzertmarsch-Komponist: Klaus Rambacher)
- Fabian-Polka (Polka-Komponist: Marc Winterhalder)
- Böhmischer Sommer (Polka) Komponist: Holger Mück (Alexander Pfluger)
- Musikantenbusserl (Polka) Komponist: Klaus Rustler
- Egerländer Zauber (Polka) Komponist: Philipp Roth
- Schwaben Polka (Polka) Komponist: Dietmar Dudda
- Finkensteiner-Polka (Polka) Komponist: Holger Mück (Alexander Pfluger)
- Vita cum Musica (Konzertmarsch) Komponist: Holger Mück (Alexander Pfluger)